# Anatoliy Kryvonojko
 (mars 2025).
Si vous disposez d'ouvrages ou d'articles de référence ou si vous connaissez des sites web de qualité traitant du thème abordé ici, merci de compléter l'article en donnant les références utiles à sa vérifiabilité et en les liant à la section « Notes et références ».
 (mars 2025).
Anatoliy Kryvonojko, en ukrainien : Анатолій Миколайович Кривоножко, général et commandant par intérim de la Force aérienne ukrainienne depuis 2024.
Il a été au commandement de la 114e brigade d'aviation tactique 2006 – 2008 puis du commandement opération centre de l'aviation de 2015 à 2024.
Il remplace Mykola Olechtchouk qui est limogé par le président Zelensky le 30 août 2024 à la suite du crash d'un F-16 et la mort de son pilote Oleksii Mes (uk).
Il est un Héros de l'Ukraine depuis le 24 août 2023.